# Делічето
Делічето (італ. Deliceto) — муніципалітет в Італії, у регіоні Апулія,  провінція Фоджа.
Делічето розташоване на відстані близько 260 км на схід від Рима, 125 км на захід від Барі, 32 км на південний захід від Фоджі.
Населення — 3864 особи (2014).
Щорічний фестиваль відбувається 22 вересня. Покровитель — San Benvenuto.

## Демографія
Населення за роками:

Станом на 1 січня 2023 року в муніципалітеті офіційно проживало 115 іноземців з 18 країн, серед них 65 громадян країн Євросоюзу та 12 громадян України.

## Сусідні муніципалітети
- Аккадія
- Асколі-Сатріано
- Бовіно
- Кандела
- Кастеллуччо-дей-Саурі
- Сант'Агата-ді-Пулья